# تاركاميت (تاغجيجت)
تاركاميت هي إحدى مشيخات المملكة المغربية، تتبع جغرافيا لإقليم كلميم وإداريًا لتاغجيجت. يقدر عدد سكانها بـ 890 نسمة حسب الإحصاء الرسمي للسكان والسكنى لسنة 2004.